# Krajská knihovna Vysočiny

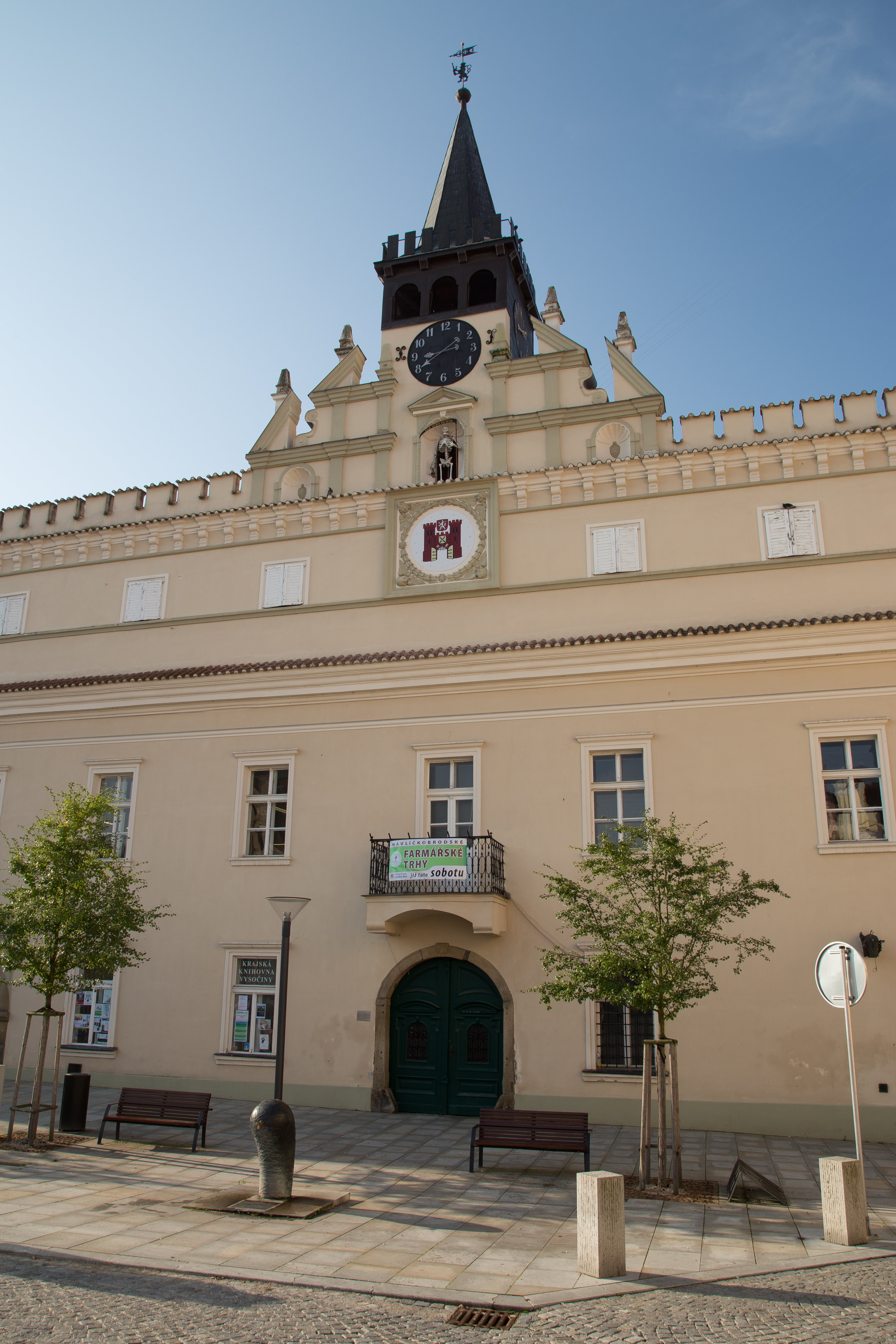
Krajská knihovna Vysočiny, Havlíčkův Brod - bývalá budova

Krajská knihovna Vysočiny (KKV) je příspěvková organizace se sídlem v Havlíčkově Brodě. Jde o veřejnou knihovnu s univerzálními knihovními fondy a regionální centrum knihovnických, bibliografických a informačních služeb pro síť veřejných knihoven Kraje Vysočina. Knihovnu zřizuje Kraj Vysočina, plní také funkci městské knihovny ve městě Havlíčkův Brod. V roce 2017 Krajská knihovna slavila 15 let provozu, kdy oslavy proběhly na počátku roku koncertem a divadelním představením.

## Historie
24. prosince 1894 rozhodl akademický spolek Barák o zřízení městské knihovny v Německém Brodě. O pomoc požádal další místní spolky a odeslal petici městské radě. Významným propagátorem této myšlenky byl již dříve i spisovatel a politik Karel Havlíček Borovský, po němž byl knihovna pojmenována. Roku 1896 disponovala knihovna 650 svazky knih a řešila nedostatek místa. Roku 1905 přešla Lidová knihovna Havlíčkova do správy města a získala prostory v Tylově ulici, kde byla i veřejná čítárna. V roce 1920 byla zvolena knihovnická rada. Od roku 1953 knihovna sídlila v adaptovaných prostorách Hanusovského domu, kde setrvala do roku 1974. Tehdy přestala být jen městskou knihovnou a fungovala i jako okresní a později i středisková instituce. Spravoval ji Okresní národní výbor. Měla statut okresní knihovny Jihlavského kraje, po roce 1960 Východočeského kraje. Od 60. let opět knihovna čelila nedostatečným prostorům. Po delších jednáních byla roku 1974 přestěhována do zrekonstruovaných prostor Staré radnice, kde sídlila až do roku 2020.
16. února 1994 došlo k pořízení automatizovaného knihovnického systému LANius a začalo se s automatizovaným zpracováním knihovního fondu. V roce 1998 byla v KKV zpřístupněna první internetová stanice se softwarem pro nevidomé. Šlo o součást projektu Internet pro nevidomé v knihovnách ČR. KKV se stala první veřejnou institucí v Česku, poskytující přístup k internetu nevidomým a slabozrakým klientům. Roku 2001 knihovna přešla na systém Clavius. Díky podpoře Ministerstva kultury České republiky a grantového programu VISK 2 došlo během roku 2001 k zřízení výukového centra.
1. ledna 2002 byla jako nástupnická organizace dosavadní okresní knihovny zřízena Krajská knihovna Vysočiny Havlíčkův Brod. V roce 2003 začala KKV s provozem vzdělávacího projektu Univerzita volného času. V roce 2006 začal provoz digitalizačního pracoviště. Roku 2008 se KKV zúčastnila soutěží Zlatý erb 2008 a Biblioweb 2008, zaměřených na kvalitu webových stránek.
Historická budova radnice, v níž knihovna sídlí, kapacitně nevyhovuje. Dvakrát za den musí do knihovny zajíždět vozidlo ze skladu. Po roce 2010 se uvažovalo o přesunu knihovny do areálu havlíčkobrodské nemocnice, kde měl vyrůst podzemní pavilon. V roce 2014 ale krajské zastupitelstvo plány zrušilo kvůli finanční náročnosti a nevhodnému situování do areálu nemocnice. Kraj pak hledal novou lokalitu, přičemž se počítalo se zachováním instituce v Havlíčkově Brodě. Zvažovala se adaptace komplexu bývalého kláštera.

## Současnost
V červnu 2016 Zastupitelstvo Kraje Vysočina rozhodlo o uzavření smlouvy s městem Havlíčkův Brod na spolufinancování stavby nové budovy knihovny. Projekt pro kulturní a společenské aktivity vytvořil tým architekta Milana Stejskala a následně projekt dokončila firma Artprojekt Jihlava. Dodavatelem stavby se v roce 2018 stala firma Zlínstav a.s.. Samotná stavba byla zahájena 20. srpna 2018 a dokončena a veřejnosti otevřena v roce 2020. 

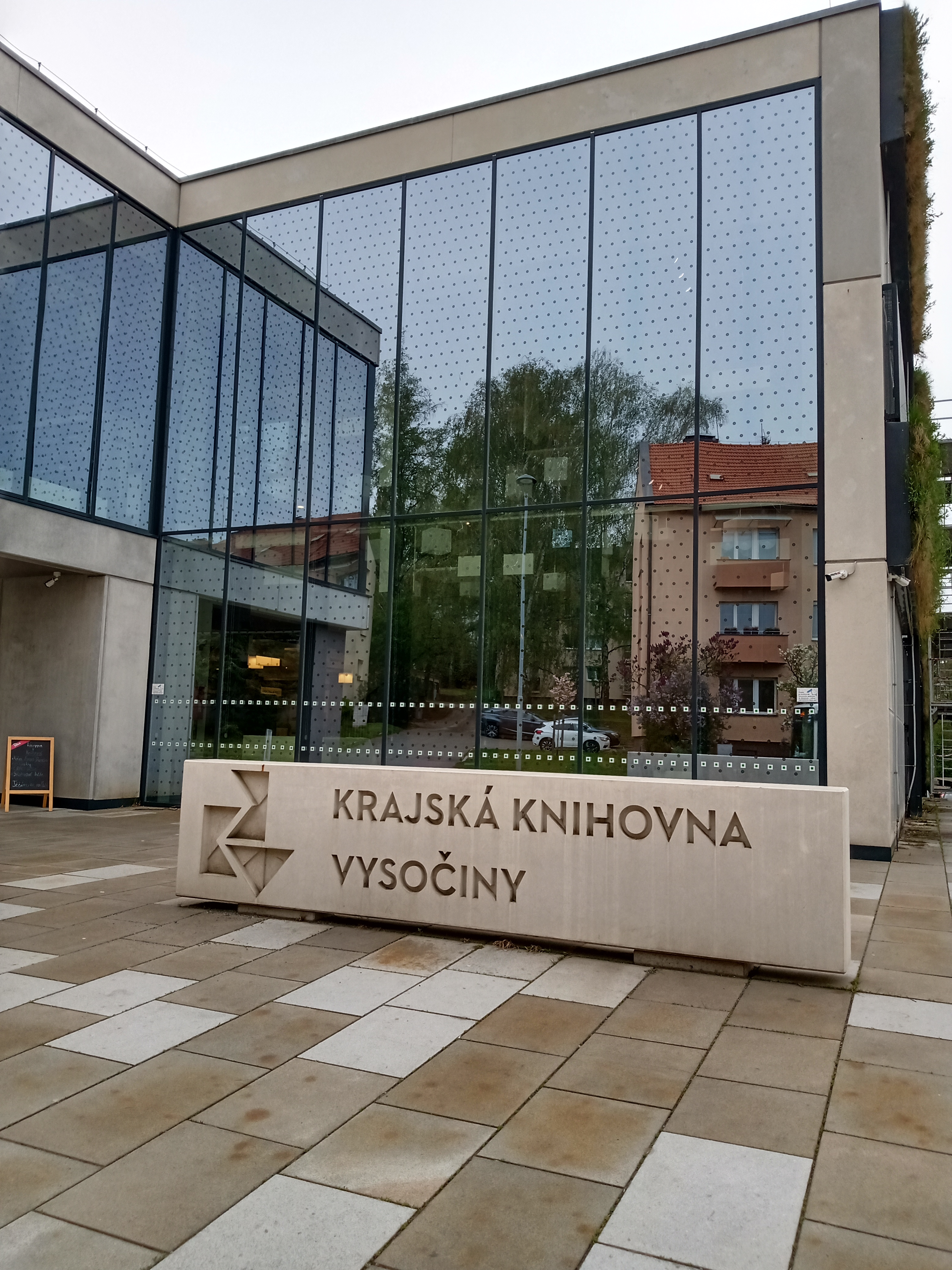
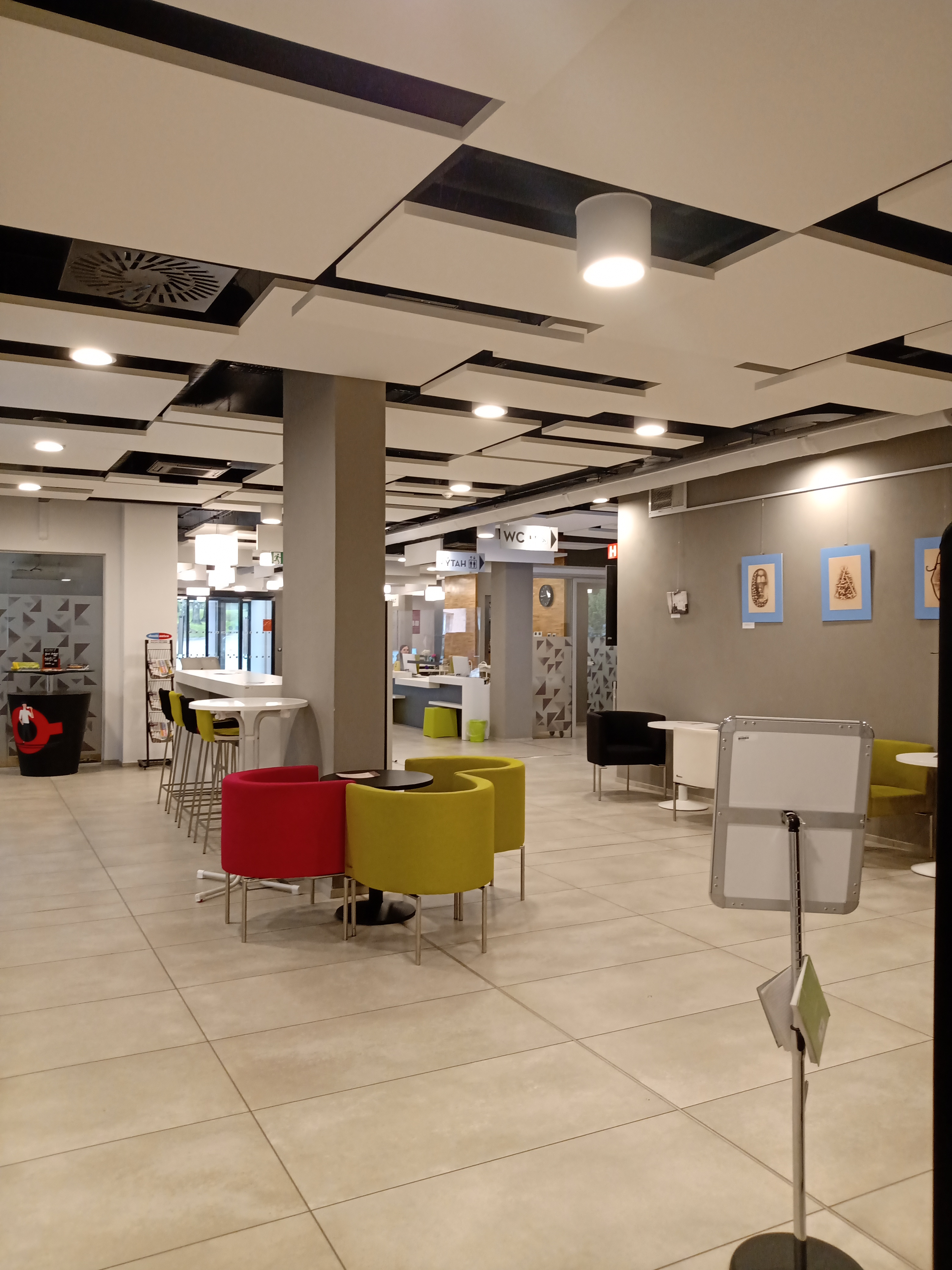
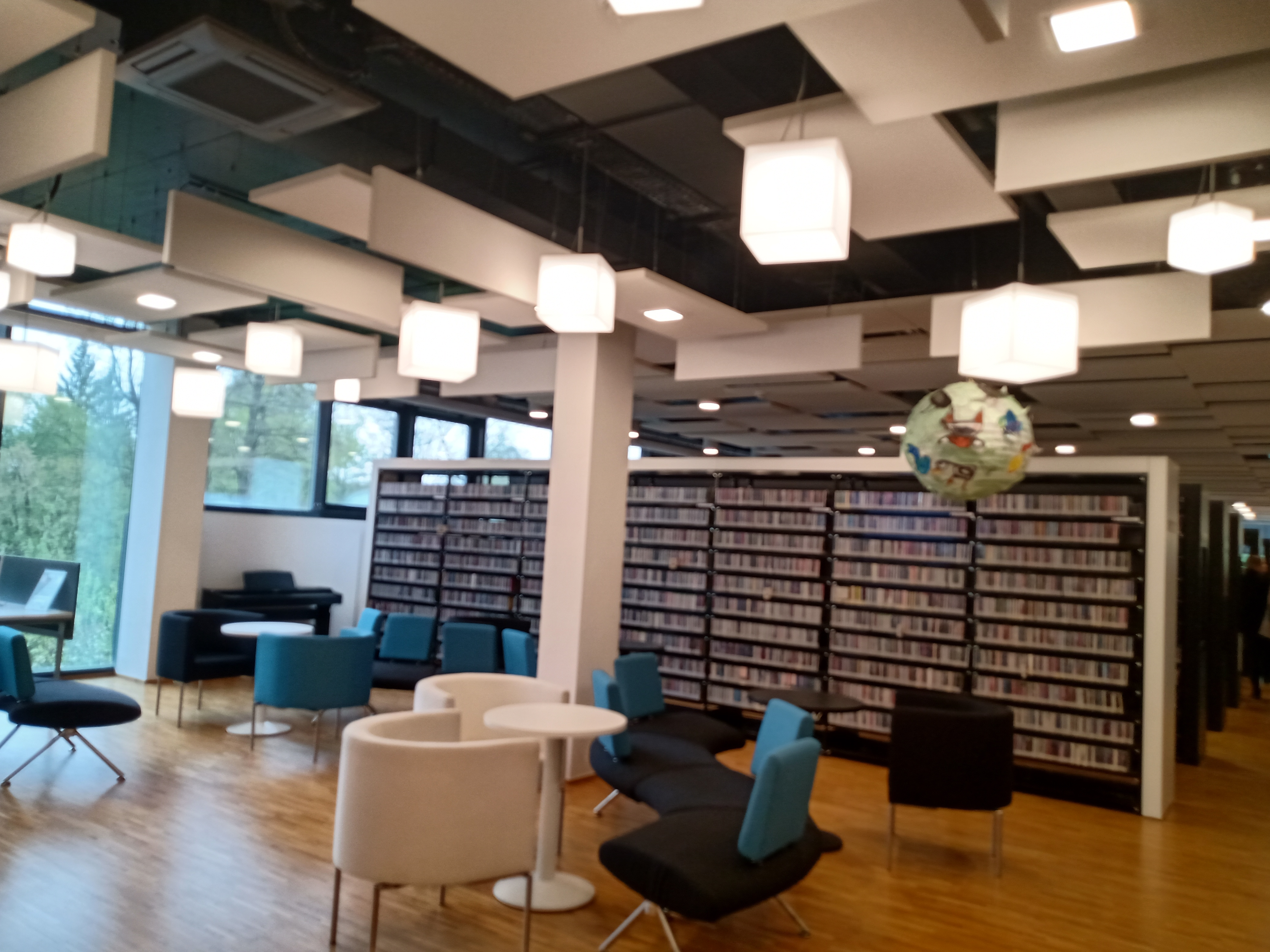
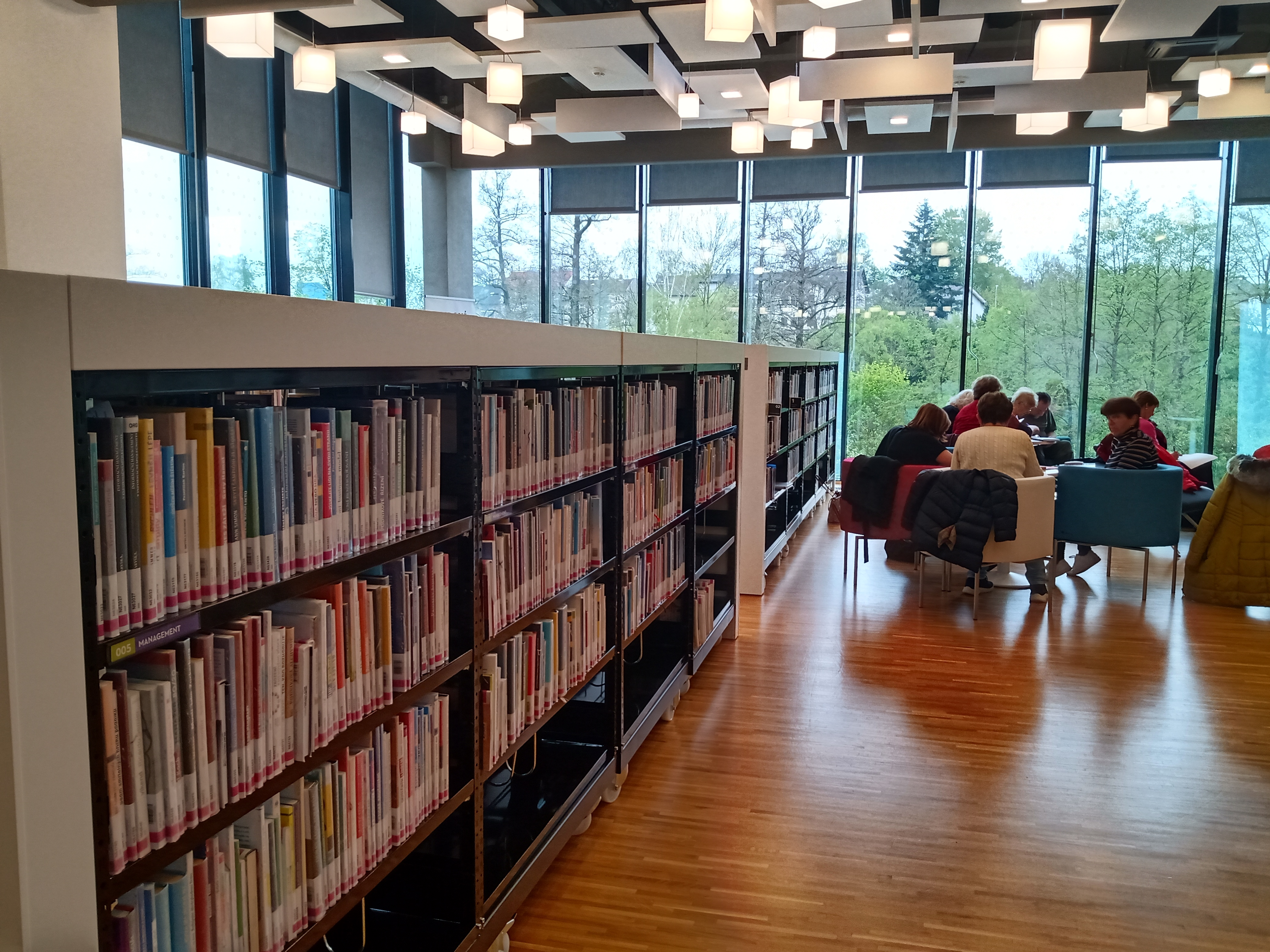
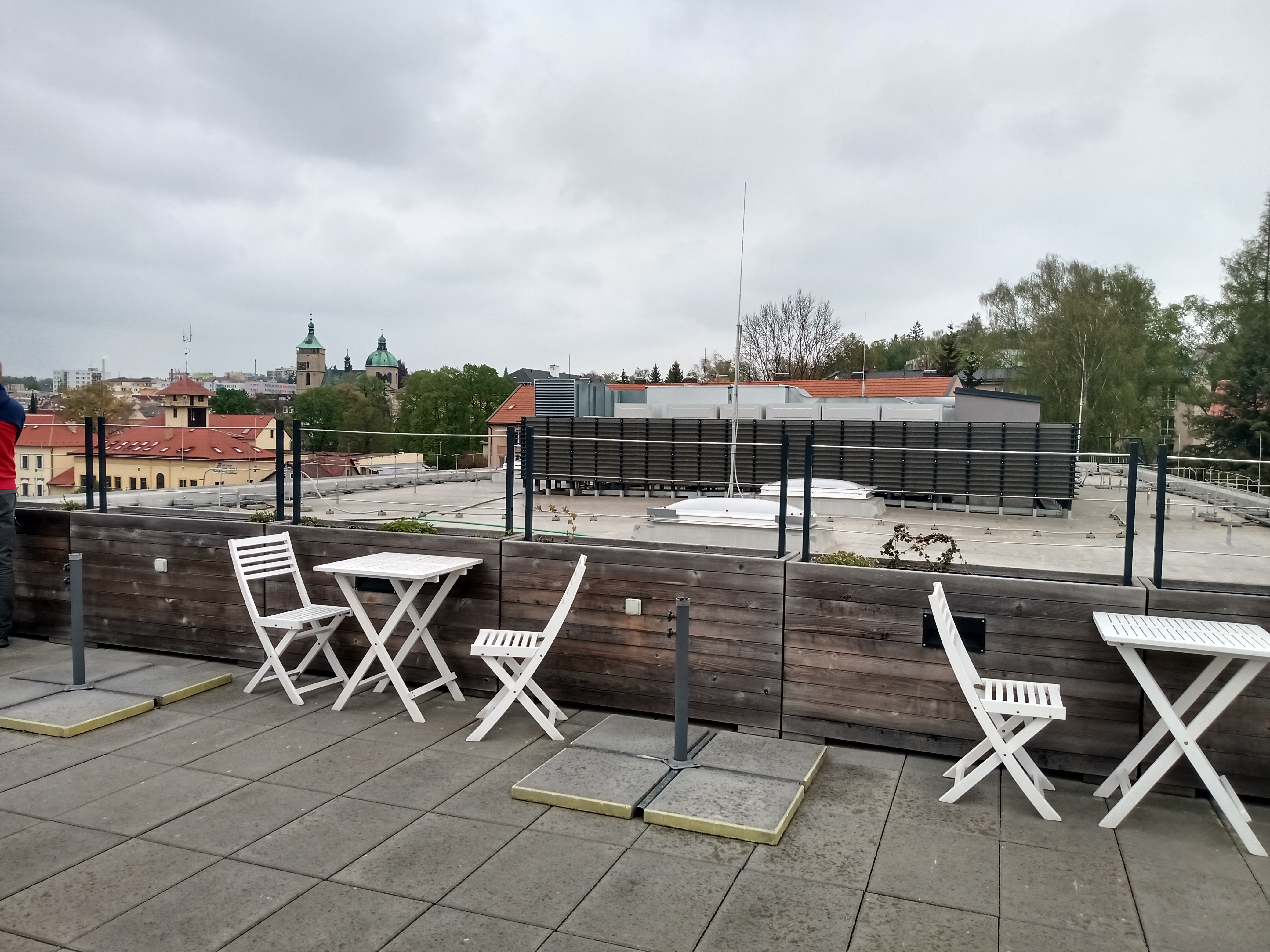
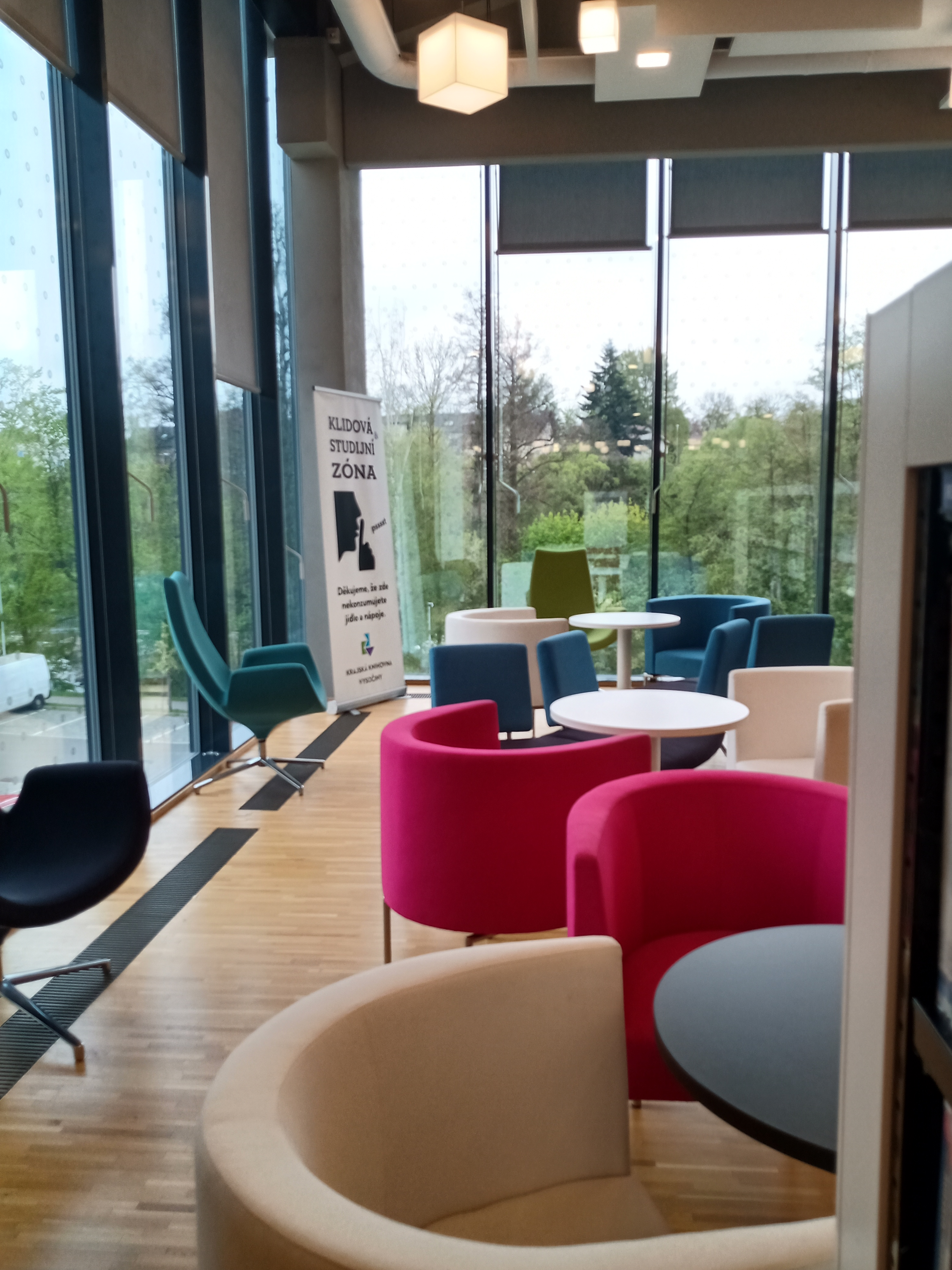
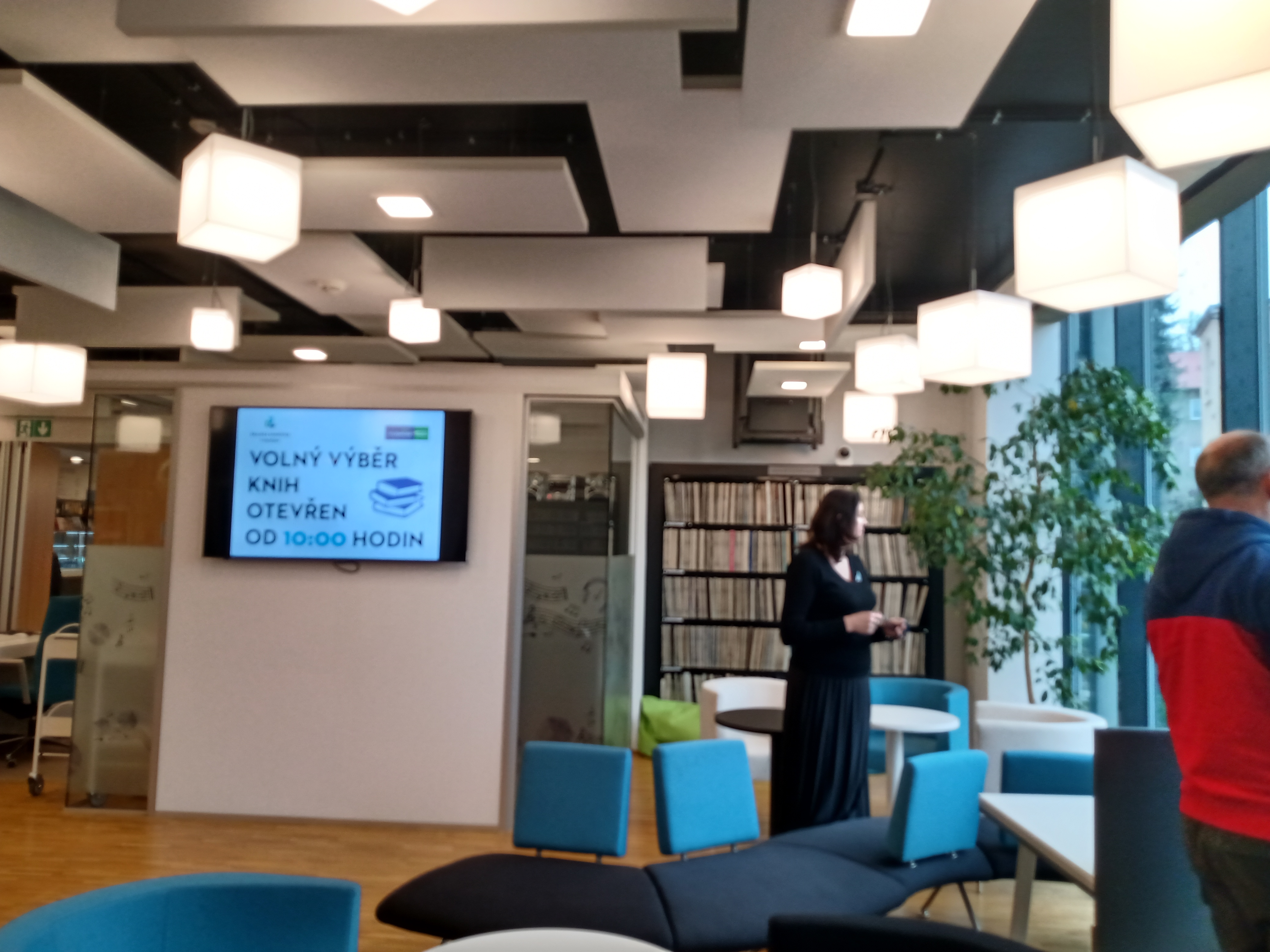
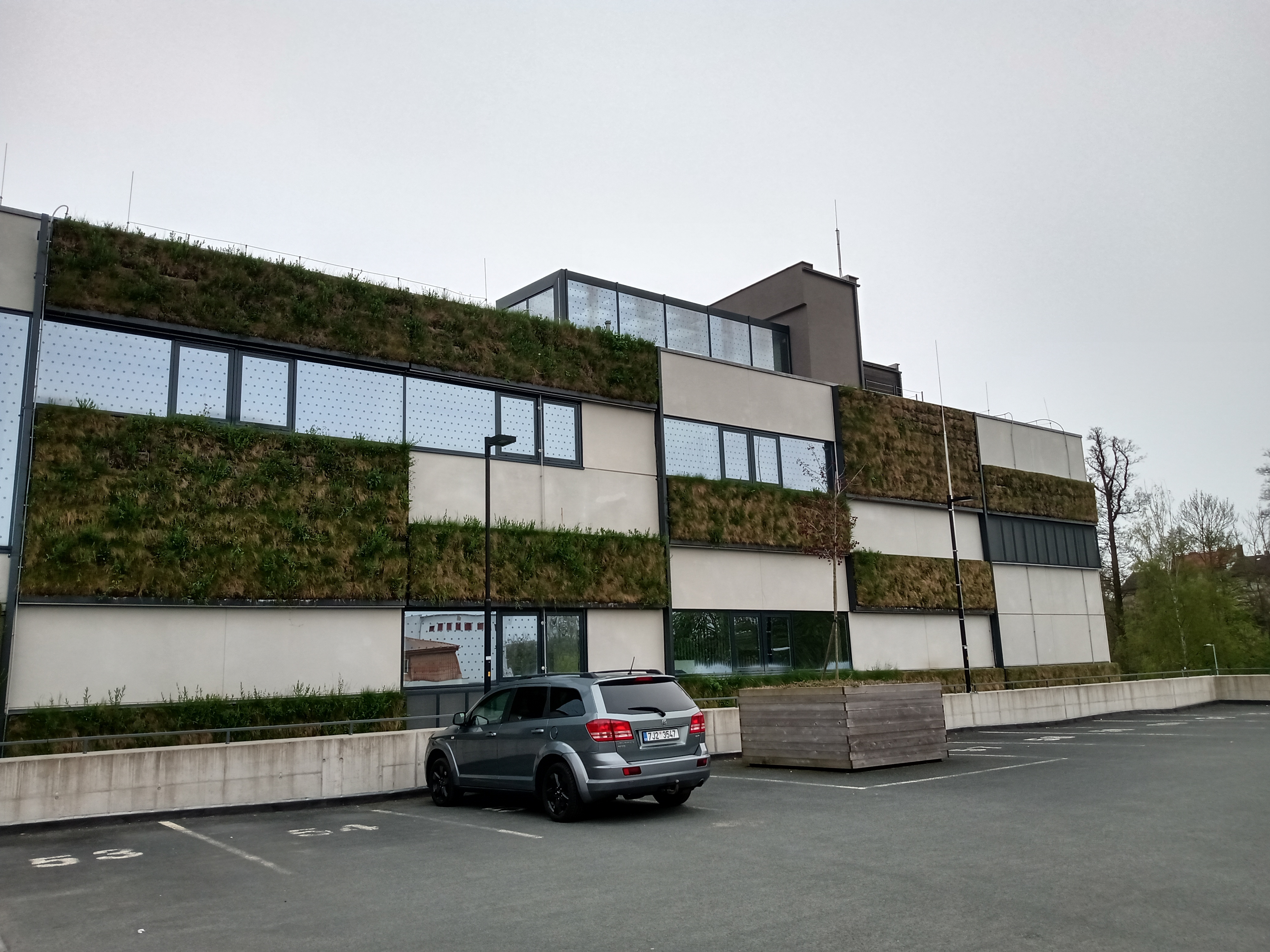

### Ocenění
V roce 2018 knihovna od Svazu knihovníků a informačních pracovníků ČR pod záštitou Asociace krajů České republiky obdržela cenu za třetí místo Bibliowebu, soutěže o nejlepší webovou prezentaci knihovny.

## Statistiky
- Počet čtenářů: 6581
- z toho do 15 let: 1295
- Počet návštěvníků: 365 666
- Počet výpůjček: 388630
- Denně knihovnu navštíví cca 700 návštěvníků.

(data za rok 2014)